# سوق الترك
سوق الترك هو واحد من أسواق مدينة تونس العتيقة مخصص لبيع الثياب والأقمشة التركية ومنها أشتق اسمه.

## تأسيس
نظرا لتزايد قدم الأتراك للعيش في مدينة تونس بعد ان أصبحت ولاية عثمانية في القرن السابع عشر، أمر يوسف داي ببناء سوق خصيصا لبيع كل أنواع الملابس والأقمشة التركية الفاخرة ليس فقط للمجتمع التركي في تونس انذاك فقط، وإنما للطبقة الغنية بصفة عامة وسمي هذا السوق فيما بعد كناية باختصاصه هذا بسوق الترك.

## موقع
يوجد سوق الترك بين نهج سيدي بن عروس ونهج تربة الباي على مقربة من جامع يوسف داي.

## وصلات خارجية
- زيارة افتراضية لسوق الترك